# 에스트래픽
에스트래픽 주식회사(영어: STraffic)는 대한민국의 교통솔루션 기업이다.

## 역사 및 현황
삼성전자의 도로교통사업 부문으로 1991년에 사업을 개시했으며 1998년 삼성SDS로 사업이 이관되었고 2013년 삼성SDS의 교통솔루션 부문이 분사하여 독립회사가 되었다
2017년 12월 5일에 주관사를 미래에셋대우로 공모가 10,000원에 코스닥 시장에 상장하였다.

## 투자
SK네트웍스가 에스트래픽이 전기차충전사업부를 물적분할해 설립하는 신규법인 에스에스차저주식회사(가칭) 주식 인수 및 유상증자 참여에 728억원을 투자하였다

## 같이 보기
- 하이패스
- 대아티아이

### 종속회사
- 서울신교통카드